# Centre de création contemporaine Olivier-Debré
Pour les articles homonymes, voir CCC.
Le Centre de création contemporaine Olivier-Debré (ou Centre de création contemporaine ou CCC jusqu’en 2014) est un centre d'art contemporain situé à Tours.

## Historique
Créé en 1984 par son ancien directeur, Alain Julien-Laferrière, il est l’un des premiers centres d’art contemporain conventionnés par le ministère de la Culture et de la Communication.
Entre 1977 et 1983, des expositions et manifestations collectives d'art contemporain se déroulent dans différents lieux de la ville, regroupés sous le nom de Tours/Multiple. Ces événements sont soutenus par l’association Tours/Art/Vivant, dont l'un des créateurs est Alain Julien-Laferrière. En 1983, Tours/Multiple devient une biennale nationale d’art contemporain qui compte deux éditions.
Puis en 1985, le CCC - Centre de création contemporaine ouvre officiellement ses portes rue Racine, près de la cathédrale Saint-Gatien. Le lieu est inauguré avec l’exposition « Sidérations – L’atelier photographique français » au mois de juin.
Au fil des années, la réputation du CCC grandit et il devient peu à peu une référence. Cela permet la création et l'accueil en 1996 du premier Congrès interprofessionnel de l'art contemporain. La deuxième édition de cet événement aura aussi lieu à Tours en 1998.
La notoriété donne au CCC l'envie de construire son propre bâtiment ; plusieurs projets ayant été abandonnés ou refusés, le centre d'art est contraint en 1997 de déménager de manière provisoire au 55, rue Marcel-Tribut, à quelques pas de la gare de Tours.
En 2012, à l’issue d'un concours international, des architectes portugais - l’agence des frères Aires Mateus – sont sélectionnés pour la réalisation du nouveau bâtiment. Le jardin François-Ier est retenu ; l'architecture inclura l'édifice déjà présent qui n'est autre que l'école supérieure des beaux-arts, un bâtiment des années 1950. Les travaux débutent en 2014 et les locaux sont investis fin 2016. Le centre d'art s'étend sur 4500 m2, dont 1900 m2 de salles d'exposition.
Pour l'inauguration en mars 2017, les toiles d'Olivier Debré réalisées en Norvège sont exposées, aux côtés d'une chambre d'huile de Per Barclay (no), un artiste norvégien. La reine de Norvège et François Hollande assistent à cet évènement. Depuis, les expositions se succèdent au rythme d'environ neuf par an.
En 2019, Alain Julien-Laferrière fait valoir ses droits à la retraite, et Isabelle Reiher devient directrice du CCC OD. Avant d'arriver sur Tours, elle a été pendant dix ans à la tête du CIRVA, le Centre international de recherche sur le verre et les arts plastiques, à Marseille.

## Les activités du centre

### Les expositions
Le centre d’art n’a pas pour mission la constitution ni la conservation d’une collection, mais est un lieu d’expérimentation, de promotion et de diffusion de la création artistique contemporaine. Pour permettre un travail riche et sur le long terme avec les artistes exposés, la programmation du lieu est volontairement limitée à environ trois à quatre expositions par an. Depuis son ouverture, les expositions monographiques sont privilégiées : expositions d’artistes connus à l’international mais aussi d’artistes émergents de la scène artistique contemporaine. Avec un espace totalement brut et des murs déplaçables et démontables, l’intérieur du CCC est modifiable au gré des expositions, en dialogue avec les artistes.
Ouvert à tous, le centre sensibilise à l’art divers publics, notamment scolaires, à travers des actions de médiation comme des visites commentées des expositions, des ateliers pour les plus jeunes, etc.
Le CCC a exposé des artistes reconnus en France et à l’international, tels que Kader Attia (2009), Per Barclay (2001, 2008), Alain Bublex (2000, 2010), Daniel Buren (2005), Olivier Debré (1991), Erik Dietman (1990), AK Dolven (2013), mounir fatmi (2014), Michel François (2011), Piero Gilardi (2010), Per Kirkeby (1987), Claude Lévêque (2012), François Morellet (1999), Olivier Mosset (1993), Tania Mouraud (2010), Roman Opalka (1986 et 2004), ORLAN (2004), Panamarenko (1989), Claude Rutault (1993, 1997, 2009), Chen Zhen (2002, 2005)…
Des expositions collectives ont également convié de nombreux artistes : citons « Sidérations » (1985), exposition inaugurale du CCC rassemblant vingt photographes français ; « Il faut construire l’hacienda » (1992), qui a rassemblé 17 jeunes artistes internationaux ; « Bruitsecrets » (1999) ; « Home Sweet Home » (2005) à l’occasion des 25 ans du Centre…

### L’Agence d’artistes
Le CCC a également pour mission la production, à travers le label « Agence d’artistes » créé en 1997. Il accompagne certains artistes dans la réalisation de leurs œuvres. L’Agence d’artistes a collaboré avec une quarantaine d’artistes jusqu’à aujourd’hui. On peut citer les œuvres « La Maison Vide » et « La Tempête » de Pierre Ardouvin (2011), « Projet en chantier – RN10 – Tours (France) » d’Alain Bublex (2000-2002), « Little Democracy » de Pierre Joseph (1997), « πrococo » de François Morellet (1999), « Le Dortoir » de Jordi Colomer (2002) – cette dernière a été présentée à l’Exposition Nationale Suisse (Expo.02) en 2002.

### La façade de Philippe Chiambaretta/PCA
Le CCC a inauguré en mars 2007 une façade lumineuse intitulée « 19h04 » et élaborée par l’architecte Philippe Chiambaretta. Dotant l’extérieur du bâtiment rue Marcel-Tribut d’une identité très forte, cette façade est constituée de 150 lames de plexiglas éclairées par des diodes lumineuses, venant habiller le mur existant d’une seconde peau. Un catalogue intitulé Tours Architectures a été coédité cette année-là par le CCC et les éditions Monographik.

### Un lieu de formation
Depuis ses débuts, le centre d’art est un lieu de formation pour les étudiants de toutes disciplines et plus spécifiquement d'histoire de l’art. Grâce au Bureau Des Étudiants, ils ont cinq années d’études pour découvrir et s’investir au sein du centre à travers plusieurs temps forts.

## Le centre de création contemporaine Olivier-Debré
En 2015, le CCC prend une nouvelle ampleur en devenant le Centre de Création Contemporaine Olivier-Debré.
Au décès de l’artiste Olivier Debré, celui-ci ne souhaitait pas qu’un mausolée soit fait à sa mémoire, mais un lieu d’art vivant. Sa famille a alors fait don au centre d’art de cinq tableaux - les plus grands de sa carrière –  réalisés par l’artiste aux dimensions des cimaises du CCC en 1991. Le Centre de création contemporaine Olivier-Debré – ou CCCOD – a ainsi pour nouvelle mission, en plus des objectifs précédents du CCC, la valorisation de l’œuvre d’Olivier Debré, mettant en relation son œuvre avec l’actualité et la création artistique contemporaine.
Le CCCOD s’implante en 2017 dans un nouveau bâtiment construit par l’agence d’architecture portugaise Aires Mateus, qui a remporté le concours international d’architecture lancé pour l’occasion par Tour(s)plus. Il se situe place François-Ier, en plein centre-ville historique proche des bords de la Loire ; il donne directement sur la rue Nationale, desservie par le tram – tram orné tout le long de sa ligne d’une œuvre urbaine signée Daniel Buren et Roger Tallon. Il est inauguré le vendredi 10 mars 2017.

### Les expositions
- 16 septembre 2017 - 24 février 2018: Ten posters. Ilustrations for Art-Language, en collaboration avec le château de Montsoreau - musée d'Art contemporain[15],[16]. Cette exposition est composée d'une série de 10 affiches réalisées par le collectif Art & Language et issues de la collection Philippe Méaille – l’un des plus importants fonds mondiaux d’art conceptuel. Les œuvres ont voyagé par bateau sur la Loire, du Château de Montsoreau jusqu’à Tours sous la forme d’un fichier numérique enregistré sur une clé usb[17]. À l'issue de ce voyage, les œuvres ont été imprimées à Tours puis installées et montrées dans les galeries transparentes du CCC OD[18]. Le film Loire rend compte de cette épopée[19].